# Shuttle Inc.

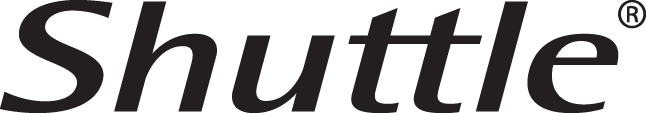
Logo de Shuttle Inc.

Shuttle Inc. ( TAIEX: 2405) es una empresa basada en Taiwán, fabricante de placas base, ordenadores barebone,  sistemas de PC completos y monitores. A lo largo de los últimos 10 años, Shuttle ha sido uno de los 10 mayores fabricantes  de placas madre del mundo, y saltó a la fama en 2001 con el lanzamiento del Shuttle SV24, uno de los primeros ordenadores de pequeño factor de éxito comercial del mundo. Los ordenadore de pequeño factor Shuttle XPC  tienden a ser populares entre los entusiastas de PCs y aficionados, aunque en 2004 Shuttle inició una campaña para convertirse en una marca reconocida por los consumidores de PC convencionales.
Los sistemas de escritorio Shuttle XPC se basan en la misma plataforma PC que los barebones XPC (caja + placa madre + fuente de alimentación) que fabrica Shuttle. Más recientemente, la diferenciación entre los barebones Shuttle y los sistemas de Shuttle se ha hecho más grande, con el lanzamiento de modelos de sistema exclusivos, como la serie M y la serie X.

## Estandarización del ordenador portátil
En el Consumer Electronics Show de 2010, Shuttle dio a conocer el estándar Shuttle PCB Assembly (SPA) para normalizar el tamaño de la placa base y los diseños de computadoras portátiles con pantallas de 10 a 22 pulgadas: Micro SPA cubre los portátiles de 10 a 12 pulgadas y Full SPA cubre los de 13,3 pulgadas en adelante. La revista Computer Shopper dijo que este fue uno de los diez mejores anuncios de innovación realizados en el CES 2010.

## Premios
En 2009, CNet elogió una de las nuevas máquinas de Shuttle por soportar las tarjetas gráficas de tamaño completo mientras  mantiene un factor de forma pequeño.